# Дрентельн, Владимир Юльевич
Влади́мир Ю́льевич фон Дре́нтельн (2 (14) октября 1858, Григориополь, Херсонская губурния — 1 (14) декабря 1911, С.-Петербург) — подполковник Российской императорской армии, путешественник, военный советник в Южной Америке и майор армии Чили, поэт, публицист, переводчик и литератор, участник нескольких войн и кавалер.

## Биография
Из дворян Лифляндской губернии. Потомок младшей ветви остзейского купеческого и бюргерского, затем ливонского и эстонского дворянского рода Дрентельнов, состоявших на русской военной службе с XVIII века. Старший сын генерал-майора артиллерии Ю. М. фон Дрентельна. Близкий родственник видного военного и государственного деятеля России, генерала от инфантерии, генерал-адъютанта, члена Государственного Совета А. Р. Дрентельна.
Образование получил в 1-й Казанской мужской гимназии, 2-й С.-Петербургской военной гимназии, Киевском кадетском корпусе (Киевской военной гимназии), по окончании курса в котором поступил 22 мая (3 июня) 1877 во 2-е Константиновское юнкерское военное училище в С-Петербурге. ВП от 8 (20) августа 1879, по военно-учебным заведениям, из портупей-юнкеров того училища производится, по экзамену, в подпоручики, с зачислением по армейской пехоте и с прикомандированием, в чине прапорщика, к лейб-гвардии Измайловскому полку. ВП от 14 (26) августа 1880, переводится, состоящий по армейской пехоте подпоручик В. Ю. ф. Дрентельн — в лейб-гвардии Измайловский полк, прапорщиком, со старшинством с 8 (20) августа 1879. Возвращаясь из Москвы в С.-Петербург в курьерском поезде Николаевской железной дороги, 13 (25) августа 1882 попал в железнодорожную катастрофу, в 8-ми верстах от станции Клин, получив ранение ― перелом ключицы. Причина крушения поезда ― гнилые шпалы. Получив первоначальную помощь от ехавшего в том же поезде врача, почетного лейб-медика Н. Д. Бубнова, эвакуирован в Тверь. На следующий день, с другими пострадавшими и пассажирами, экстренным поездом отправлен в С.-Петербург. ВП от 8 (20) апреля 1884 произведён, на вакансию, в гвардии подпоручики. ВП от 22 марта (3 апреля) 1885 произведён, на вакансию, в гвардии поручики. В том чине в январе 1887 женился. В сентябре 1889 уволен в 2-х месячный отпуск за границу; в октябре 1889 отпуск продлён ещё на девять месяцев; в ноябре 1889 из Франции отплыл в Южную Америку (Чили).
С декабря 1889 по 1898 год жил в Чили. Числясь официально в годовом отпуске и не возвращаясь в Россию, подал прошение об отставке; ВП от 14 (26) августа 1890 уволен от службы, по домашним обстоятельствам, с присвоением чина гвардии штабс-капитана. Весной-летом 1891 принимал участие в Гражданской войне в Чили. Не позднее 1898 вернулся в С.-Петербург.
По прошению, ВП от 23 января (4 февраля) 1899 определён на службу вновь, в лейб-гвардии Измайловский полк, прежним чином поручика. С 28 августа (9 сентября) 1899 назначается в Генеральный штаб, на должность помощника делопроизводителя младшего оклада Отдела по передвижению войск и военных грузов, с переименованием в чин штабс-капитана, со старшинством с 10 (22) июля 1893, и с зачислением по армейской пехоте.
По прошению, с 2 (15) августа 1900 переведён в действующую армию, штабс-капитаном 18-го Восточно-Сибирского стрелкового полка, с отчислением от занимаемой должности. В составе полка участвовал в кампаниях 1900 и 1901 годов по подавлению Ихэтуаньского (Боксерского) восстания 1899—1902. Участие в боевых походах тех кампаний нашло отражение в творчестве В. Ю. фон Дрентельна. C 15 (28) апреля 1901 произведён, за выслугу лет, в чин капитана 18-го Восточно-Сибирского стрелкового полка, со старшинством с 6 (19) мая 1900.
В том чине, из действующей армии с 16 (29) октября 1901 переведён в Главное управление военно-учебных заведений Военного министерства, исправляющим должность заведующего библиотекой, с зачислением по армейской пехоте. В том же месяце назначен помощником столоначальника 2-го стола 4-го отделения, по личному составу чинов ГУВУЗ, с оставлением в прежней должности. В следующем году назначен исправляющим должность столоначальника 1-го стола канцелярии ГУВУЗ и в той должности служил по июнь 1903. ВП от 6 (19) декабря 1902, пожалован, в воздаяние отлично-усердной и ревностной службы, орденом Святого Станислава 3 степени. По прошению, ВП от 30 июня (13 июля) 1903 уволен от службы, по домашним обстоятельствам, с пожалованием чина подполковника и с мундиром.
По прошению, с 25 мая (7 июня) 1904 из отставных подполковников определён на службу вновь — в 23-й Восточно-Сибирский стрелковый полк, прежним чином капитана, с зачислением по армейской пехоте. По-видимому, причиной вновь отправиться из отставки на фронт войны, стал пример младшего брата — А. Ю. ф. Дрентельна, переведённого, с 16 (29) марта 1904, из лейб-гвардии Измайловского полка, капитаном в 3-й Нерчинский пехотный сибирский полк, а с 3 (16) августа 1904 в тот же — 23-й Восточно-Сибирский стрелковый полк. Вместе с братом участвовал в боях Русско-японской войны 1904—1905. ВП от 12 (25) июня 1905, пожалован, за отличие в делах против японцев, орденом Святой Анны 3 степени, с мечами и бантом. За те же отличия, ВП от 10 (23) июля 1905, награждён орденом Святого Станислава 2 степени, с мечами. По прошению, с 23 января (5 февраля) 1907, уволен от службы, по домашним обстоятельствам, с присвоением чина подполковника и с мундиром. ВП от 18 февраля (3 марта) 1907, утверждается пожалование, за боевые отличия, орденом Святой Анны 2 степени, с мечами, капитану 23-го Восточно-Сибирского стрелкового полка, Владимиру фон Дрентельну, ныне уволенному от службы подполковником. ВП от 21 сентября (4 октября) 1907, всемилостивейше пожалован, за боевые отличия, орденом Святого Владимира 4 степени, с мечами и бантом, служивший в 23-м Восточно-Сибирском стрелковом полку, ныне подполковник в отставке, Владимир фон Дрентельн.
Находясь в последующие годы в отставке, В. Ю. ф. Дрентельн продолжал заниматься творческой деятельностью, поддерживал отношения с сослуживцами и участвовал в литературно-драматической деятельности кружка офицеров лейб-гвардии Измайловского полка. В конце жизни заболел тяжелым психическим расстройством. Скончался в Клиническом военном госпитале Императорской Военно-медицинской академии в С.-Петербурге. Был похоронен на Смоленском кладбище, близ церкви Святой Троицы.

### «Измайловский досуг»
Будучи офицером лейб-гвардии Измайловского полка, в июне 1883 года Дрентельн написал «Измайловский колонный марш». В августе 1884 он стал инициатором создания, а в последующие годы — активным участником, литературно-художественного и музыкально-драматического кружка офицеров лейб-гвардии Измайловского полка, получившего название «Измайловский досуг». Кружок, просуществовавший три десятилетия, стал уникальным явлением в культурной жизни военного ведомства Российской империи. Деятельностью и авторитетом кружок обязан великому князю Константину Константиновичу. Он был не только командиром 1-й Его Величества роты, в которой служил В. Ю. ф. Дрентельн, но и поклонником его творчества. Великий князь поддержал предложение Дрентельна, активно способствовал формированию и деятельности кружка, и сам в нём участвовал. Дрентельн же стал «правой рукой» великого князя в этом начинании. Он же — великий князь, возглавляя Главное управление военно-учебных заведений, впоследствии способствовал продвижению по службе Дрентельна, по его возвращении из многолетней эмиграции. Поэтические опыты Дрентельна неоднократно упоминаются великим князем в своих мемуарах.
Первый литературный вечер состоялся 2 (14) ноября 1884, на котором присутствовало всего 11 офицеров. Первым произведением, читанным на вечере, было стихотворение Дрентельна «У цыган». Неделей позже, на втором вечере, на котором собралось ещё меньше — 9 офицеров, собрание получило своё название — «Измайловский Досуг», которое придумал третий инициатор кружка и сослуживец Дрентельна, флигель-адъютант полковник Н. А. Косач. Начало было не слишком обнадеживающее, при количестве офицеров в гвардейском пехотном полку в 60-70 человек. «Но инициаторы идеи — прежде всего Великий Князь Константин Константинович и его правая рука — барон фон Дрентельн, были оптимистами, верили, что полезное начинание постепенно получит всеобщее признание, что интерес к задуманным ими встречам будет расти, и оказались правы». Первые годы «Досуг» не имел своего устава. Его положения вырабатывались самой жизнью, от встречи до встречи, и в окончательном виде были утверждены приказом по лейб-гвардии Измайловскому полку 4 (16) ноября 1891 года, то есть ровно через 6 лет после первой товарищеской встречи офицеров Измайловского полка на ниве культурного развлеченья, и когда Дрентель уехал в эмиграцию.
Со временем «Досуги» разделились на обычные (чтение стихов и прозы), драматические и музыкальные. Среди обычных, ординарных или, так именуемых, простых «Досугов», стали выделяться вечера, посвященные «специально одному из выдающихся авторов. Досуги эти привлекали всегда много публики». За первые 25 лет существования Досуга состоялось 223 вечера, на которых присутствовало 9 348 чел.; на этих Досугах было исполнено различных произведений в стихотворной, прозаической, драматической, вокальной и в других формах 1 325 произведений, из которых около 2/3 были творчеством членов «Досуга». Помимо офицеров и чинов Измайловского полка на вечерах «Досуга» исполнителями своих произведений были и выдающиеся поэты второй половины прошлого столетия А. Н. Майков и Я. К. Полонский. Юбилейные вечера посвящались Фонвизину, Жуковскому, Пушкину, Гоголю, Лермонтову, Гончарову, Апухтину, Хомякову, графу А. К. Толстому, Тургеневу, Фету, почетным академикам А. Ф. Кони. Н. А. Котляревскому, композитору А. К. Глазунову, Козьме Пруткову и другим. Несколько Досугов было посвящено исключительно творчеству великого князя Константина Константиновича. Один из таких авторских Досугов был посвящён исключительно творчеству В. Ю. ф. Дрентельна.
Он участвовал в деятельности «Измайловского досуга» как до отъезда в Чили, так и по возвращении в Россию. По свидетельству историков «Досуга», Дрентельн заслужил не только личный творческий вечер, ставивший его в ряд великих писателей и поэтов, которым посвящались особые вечера. К 25-летней годовщине «Досуга», из которых девять лет Дрентельн провёл в Чили, он выступил на литературных вечерах шестьдесят четыре раза, став четвёртым автором, по степени участия, «Досуга», после великого князя Константина Константиновича, ген.-лейтенанта В. В. Теплова и генерала от инфантерии В. А. Арбузова (1858—1919). На юбилейной встрече 7 (20) января 1905, где праздновалось 20-летие со дня основания «Досуга», программа которой была «исключительно разнообразна», великий князь прочёл своё и Дрентельна стихотворения «Измайловские Досуги», свое известное стихотворение «Наш Полк» и стихотворение Полонского «Касандра»; штабс-капитан А. Л. Герхен — «Над лагерем тихо всходит луна» Дрентельна и стихотворение Лермонтова «На смерть Пушкина». Вскоре после отставки Дрентельна от службы, 30 ноября (13 декабря) 1907 «Досуг» праздновал 25-летие литературной деятельности великого князя Константина Константиновича. Вечер начался стихотворением инициатора «Досуга» В. Ю. ф. Дрентельна, специально написанным к этому дню; на вечере присутствовало 124 человека, в том числе великий князь Андрей Владимирович, и впервые, Их Высочества, князья Иоанн и Константин Константиновичи. Судя по хронологии авторских вечеров, в следующем году «Досуг» отпраздновал 20-летие литературной деятельности Дрентельна.
Кроме того, в драматических постановках «Измайловского досуга», как актёр, играл его младший брат — капитан лейб-гвардии Измайловского полка А. Ю. фон Дрентельн. Таким выступлением стало его участие в постановке трагедии, в 5-ти картинах, «Мессинская невеста» Шиллера, или «Братья — враги» (режиссёр-постановщик Н. Н. Арбатов), в переводе великого князя Константина Константиновича. Спектакль игрался 28 января (10 февраля) 1909, 2 (15) февраля 1909 и 9 (22) апреля 1909 на сцене Императорского Китайского театра в Царском Селе, в присутствии Николая II и членов царской семьи, офицерами лейб-гвардии Измайловского полка, артистками Императорских театров, исполнявших женские роли (В. В. Пушкарева-Котляревская, Д. М. Мусина-Озаровская), в сопровождении хора полковой музыки и певчих лейб-гвардии Измайловского полка. Все 36 мужских ролей игрались действующими и бывшими офицерами полка. Великий князь исполнял главные роли: Дона Мануэля и Дона Цезаря, — сыновей княгини Мессинской, а капитан А. Ю. ф. Дрентельн играл роль 4-го рыцаря дона Мануэля.

### Чилийский период
В ноябре 1889 года В. Ю. ф. Дрентельн из Франции (Сен-Назер) отплыл в Чили (Вальпараисо), где будет жить вплоть до 1898 года, когда вернется в Россию. Чилийский период его жизни, по большей мере, окутан разными преданиями, вымыслами и легендами. Причины эмиграции, как и причины его возвращения в Россию, не известны. Косвенные сведения, содержащиеся в его творчестве и основанные на разных слухах, говорят о том, что эмиграция стала следствием каких-то семейных неурядиц и несчастной любви, которые, к началу его поездки, сами-собой разрешились самым благополучным образом. Сам Дрентельн пишет: «Но ведь я вернусь же домой, к своим родным, друзьям, близким! Ведь я еду только на время, испытать своё счастье, поискать удачи в смелом предприятии, в рискованном деле! <…> Я верю в свою звезду. Верю, что мне все удастся, и веселый, здоровый и счастливый я вернусь в свой родной Питер»
Почему для эмиграции он выбрал Южную Америку и Чили, а не другую страну и континент, тоже не известно. До поездки Дрентельн не бывал за границей и в то время русской общины в Чили, как таковой, тоже не было. Можно предположить, что решение было спонтанным. Получив заграничный отпуск, Дрентельн поехал в Париж, где в то время проходила Всемирная выставка. На ней были широко представлены павильоны стран Центральной и Южной Америки: Бразильской Империи, Мексики, Венесуэлы, Боливии, С.-Сальвадора, Республики Чили, Гватемалы, Парагвая, Аргентинской Республики и др. — с их богатой культурой и древностями. Возможно, посещение в октябре 1889 Парижской всемирной выставки стало той причиной, по которой Дрентельн выбрал Чили. Сам он с симпатией пишет о Чили, как наиболее развитой и процветающей стране, на тот момент, в социально-экономическом и политическом отношении, среди прочих государств Южной и Центральной Америки.
Период почти десятилетнего пребывания в Чили характеризуется новым этапом в творчестве Дрентельна. Он становится иностранным корреспондентом журналов «Природа и люди» и «Разведчик». Достоверно известно, что В. Ю. ф. Дрентельн участвовал во втором этапе Гражданской войны 1891 года в Чили, на стороне конгрессистов (сторонников Конгресса, или Парламента), боровшихся с установлением диктатуры президента дона Хосе Мануэля Бальмаседа Фернандеса, с которым, первоначально, связывались самые радужные надежды народа Чили. Во время гражданской войны не только служил в разных регионах Чили, но побывал и в Аргентине. За боевые заслуги произведён в чины сержант-капитана и сержант-майора чилийской армии, командовал батальоном. В последующие годы, в качестве военного советника, принимал участие в организации перевооружения и военном строительстве армии Чили, в частности, её артиллерии и военно-учебных заведений. Он стал первым преподавателем кафедры артиллерии в основанной тогда Военной академии сухопутных войск Чили. Этот опыт пригодился ему во время службы в Генеральном штабе РИА и Главном управлении военно-учебных заведений Военного министерства. Известна фотография, на которой В. Ю. ф. Дрентельн в форме офицера чилийской армии. В Сантьяго ему, или его семье, принадлежал дом, со временем ставший центром культурной и общественной жизни русской общины в Чили. Он показан в числе 234 чел. русских в Чили по 7-й Всеобщей переписи населения этой страны, проведённой в 1895 году. «Это был первый русский, память о котором сохранилась в нынешней русской колонии, основатель первой и долго бывшей единственной миграционной цепочки русских в Чили»
Считается, что с осени 1889 и до конца 1898 года Дрентельн не был в России. Однако, архив «Измайловского Досуга» свидетельствует об обратном. Вот программа Досуга от 28 февраля (11 марта) 1892: «великий князь прочёл свое стихотворение „Будда“, стихотворение Полонского „Казимир Великий“ и оду Семенова „Капитан Мартынов“; фон Дрентельн и Кавелин прочли свои стихотворения, поручик Рихтер — ещё одно стихотворение фон Дрентельна, подполковник Арбузов стихотворение Крестовского „Фрина“, А. Архипов прочел свою прозу-шутку „Свадебная абракадабра“, штабс-капитан Подчерков — очерк неизвестного автора (три звездочки „поручик Четыркин“), поручик Теплов — отрывок из романа Печерского „В лесах“».
Осенью того же — 1892 года, путевые заметки Дрентельна начал публиковать журнал «Природа и люди». Его очерки, посвященные гражданской войне в Чили, свидетельствуют об участии Дрентельна в этих событиях в период с января по август 1891 года. «Письма из Чили» о гражданской войне журнал «Разведчик» начал публиковать с марта 1893 года, а первое «Письмо» было написано Дрентельном из Сантьяго в январе 1893 года. Старшинство в чинe армейского штабс-капитана РИА Дрентельну засчитывалось, по какой-то причине, с 10 июля 1893. Таким образом, можно полагать, что в 1892, не позднее февраля, Дрентельн на какое-то время вернулся в Россию. Результатом его поездки на родину стало не только личное участие в «Измайловских Досугах», но и соглашение о сотрудничестве с периодическими изданиями С.-Петербурга, в которых были опубликованы его очерки об эмиграции и гражданской войне в Чили. Возможно, тогда же — в 1892, он вступил в брак, что и было причиной возвращения в Россию.

### Творчество
Литературная деятельность В. Ю. ф. Дрентельна не ограничилась «Измайловским Досугом». Его стихотворения публиковались в журналах, поэтических сборниках и выходили отдельными изданиями.
Первые упоминания о стихотворных опытах относятся ко времени учёбы в Киевском кадетском корпусе, то есть к началу 1870-х. Дрентельн был членом кадетского кружка, издававшего рукописный журнал. Учившийся с ним кадет и поэт А. Ф. Радченко вспоминал: «Писать стихи начал в Корпусе в детстве, но не печатался до 1885 <…> в Корпусе в Киеве был членом кружка, издававшего журнал, в котором писал вместе с В. Юрьевым (Дрентельн), ныне забытым поэтом». Киевскому периоду жизни посвящены несколько стихотворений Дрентельна: «Люблю я, Украина, твой край благодатный», «Украинская ночь» и др. — опубликованные в сборнике его стихотворений. Другому товарищу по Киевскому кадетскому корпусу и 2-му военному Константиновскому училищу — генерал-лейтенанту А. А. Архипову, Дрентельн посвятил стихотворение, опубликованное в сборнике его стихов.
С 1879 по 1886 годы Дрентельн публиковал стихи, под псевдонимом — «Владимир Юрьев», в журнале «Живописное обозрение». В 1888 его стихотворение «Бессонница», под псевд. «Влад. Юрьев», опубликовано в журнале «Наблюдатель». В лирике Дрентельна преобладало «изображение русской природы, мотивы одиночества и неудачной любви, в некоторых произведениях — „песнях“ — чувствуется влияние поэтики русского фольклора; тематика поэм <…> навеяна легендами античного мира, средневековой европейской и русской старины»
С 1885 стихотворения Дрентельна, в том числе под псевдонимом «В. Юрьев», включаются в коллективные сборники поэзии. Первым стал сборник «Домашнее развлечение», рассчитанный на широкие народные массы, относящийся к типу коммерческой развлекательной и популярной литературы:
- Домашнее развлечение: Сборник избранных стихотворений, некоторых песен, смешных куплетов, пословиц, поговорок и пр. / Собрал Е. П. Садовников. — Пятигорск: тип. А. М. Байкова, 1885.

В следующем году его стихотворения включены в сборник «Мысли и Чувству»:
- Мысли и Чувству. Сборник стихотворений современных русских поэтов. 1880—1886. Вып. 1 / Сост. и изд. В. А. Попырникова[16]. — М.: тип. бр. М. и Е. Вернер, 1886.

Сборник был издан с целью «порекомендовать его артистам и артисткам для чтения с эстрады». Редакция иллюстрированного артистического сборника «Сезон», издававшегося в Москве популярным в свое время журналистом и театральным рецензентом Н. П. Кичеевым, в первом и единственном выпуске рекомендовала «Мысли и Чувству» для этой цели артистам, указывая, однако, на ряд помещенных в сборнике произведений, не пригодных для сцены. Особенность сборника — художником обложки был Н. П. Чехов, брат А. П. Чехова.
В 1888 Дрентельн опубликовал первое самостоятельное издание — поэму на мотивы античных легенд «Юний и Лия», изданную в серии библиотеки журнала «Гражданин»:
- Дрентельн В. Ю. Юний и Лия: (Поэма). — СПб.: тип. т-ва «Обществ. польза», 1888.

Отрывки из той поэмы в 1890 были включены в «Сборник библейских стихотворений», составленный учителем Тульской духовной семинарии М. А. Соколовым из произведений как известных авторов (Пушкина, Лермонтова, Полонского, Мея, Хомякова, гр. А. К. Толстого, Полежаева, Фета и др.), так и неизвестных широкой публике поэтов, общим числом до пятидесяти:
- По внушению Библии: Сборник библейских стихотворений / Сост. М. А. Соколов. — Тула: М. А. Соколов, 1890.

Целью сборника ставилось желание «возбудить интерес, особенно в учащемся юношестве, к живому внимательному чтению Библии». Сборник представлял собой соединение всего того, «что русские поэты брали из Библии, чему они поражали и что переделывали по-своему» и получил, в целом, нейтральный отзыв.
В 1889 году Дрентельн издал свою главную книгу — поэтический сборник, включавший девяносто девять стихотворений, тринадцать фресок (короткие рассказы и стихотворения в прозе), свыше семидесяти песен, семь поэм на античные темы и больше двух десятков переводов стихотворений Г. Гейне:
- Стихотворения Владимира Юрьева (Дрентельн). — СПб.: тип. т-ва «Обществ. польза», 1889.

Сборник вышел в первой половине 1889 года и получил как положительные, так и отрицательные отзывы и рецензии. Журнал «Живописное обозрение» писал: «Дрентельн, писавший до сих пор под псевдонимом Владимира Юрьева, собрал в одну книжку все свои стихотворения, из которых некоторые были разбросаны по журналам, а другие оставались и вовсе ненапечатанными. Отчет о характере поэзии г. Дрентельна мы надеемся дать подробный, так как говорить об этом поэте в коротенькой заметке было бы неудобно. С ним нужно ознакомить общество обстоятельно и подробно, так как до сих пор он стоял в тени, а между тем сколько искренности, свежести и поэзии в этом таланте! Здесь мы только заметим о внешности книги: издана она прекрасно». Через несколько месяцев В. Ю. ф. Дрентельн отправится в Европу и Южную Америку, и в последующие годы отдельные издания его сочинений не известны.
Живя в Южной Америке, состоял иностранным корреспондентом газеты журналов «Природа и люди» и «Разведчик». Чилийский период раскрывает Дрентельна как публициста и военного хроникёра. Его впечатления о путешествии в Южную Америку, под общим названием «В Новый Свет. (Из дневника эмигранта)», публиковал журнал «Природа и люди» на протяжении девяти номеров сентября-октября 1892. В этих очерках, написанных в жанре художественных путевых заметок, под псевдонимом «Владимир Юрьев», рассказывалось о парижских впечатлениях, поездке по Франции, из Парижа до порта Сен-Назер, и о морском переходе в Вальпараисо на пароходе «Франция», занявшим три недели.
Свидетельства очевидца и участника гражданской войны в Чили, под общим названием «Письма из Чили», публиковались журналом «Разведчик» в период с марта 1893 по октябрь 1895, под псевдонимами «Майор В. Д.» и «Майор Д.». Очерки, написанные в жанре «писем с фронта», представляют собой изложение причин и хронологию боевых действий Гражданской войны 1891 года. Однако, в них также целостно и подробно излагались сведения о политическом и социальном устройстве Чили, её войне за независимость, о флоте и армии, ополчении, мобилизационных возможностях, международном положении, экономике, этнографии, географии, языках, населявших страну народах, социальных обычаях и правилах и др., то есть давалось целостное описание жизни Чили как демократического и развитого государства, которое попало под власть диктатуры президента, что и стало причиной гражданской войны.
В 1895 писатель, литературный критик и мемуарист П. П. Перцов составил и опубликовал антологию русской поэзии, включавшую стихи сорока двух русских поэтов в возрасте до сорока лет. В сборник были включены пять ранее опубликованных стихотворений Дрентельна (Владимира Юрьева):
- Молодая поэзия: сборник избранных стихотворений молодых русских поэтов / сост. П. и В. Перцовы. — СПб.: типо-литография Б. М. Вольфа, 1895. С. 39-42.

Цель сборника (первого в своем роде) — «предоставить критике и публике материал для общего суждения о характере, достоинствах и недостатках нашей молодой поэзии, столь мало популярной, и, в сущности, столь мало известной <…> пора бы <…> взглянуть серьезно, беспристрастно на новую полосу русской поэзии, в которой — как бы то ни было — заключается ее будущее»
В том же году поэт и переводчик П. Ф. Порфиров издал сборник стихотворений «Лирика и антология русских поэтов», в который включил стихотворение Дрентельна «Ночь (Царственно тихо…)»:
- Лирика и антология русских поэтов: Сборник стихотворений / [С предисл. сост. С. Поварнина и Н. Носкова]. — СПб.: Изд. П. Ф. Порфирова, 1895. С. 50.

Сборник представлял собой собрание произведений авторов, чье творчество противостояло нашествию «символистов и декадендов», печатавших произведения, именуемых «по недоразумению поэзией». В том же — 1895, это стихотворение было переложено на музыку, для хорового исполнения, композитором Н. Н. Черепниным. Хор «Ночь», для смешанных голосов с сопровождением оркестра, на стихи В. Ю. ф. Дрентельна «представляет собой лирический ноктюрн, в котором ощутимо воздействие французского музыкального и живописного импрессионизма с его тяготением к воздуху, к фиксации впечатлений природы».
В том же — 1895, стихотворения Дрентельна опубликованы в 3-томном поэтическом сборнике «Русская Лира», издававшемся в качестве приложения к журналу «Стрекоза»:
- Русская лира. Сборник стихотворений русских поэтов. Вып. 3. Первая премия журнала «Стрекоза» за 1895 год. — СПб.: Изд. ж-ла «Стрекоза»; тип. М-ва путей сообщения, 1895.

По-видимому, его стихотворения, под псевдонимом «В. Юрьев», в 1896 включены в коллективный сборник «Деятели русской истории», предназначенный для учебных заведений Кавказа:
- Деятели русской истории в стихотворениях русских поэтов и в народных песнях: Сборник / Сост. преп. 1 Тифлис. гимназии Д. Сабин-Гус. — Тифлис: тип. И. А. Мартиросианца, 1896[25].

В следующем году его стихотворения опубликованы в сборнике «Росинки с цветов всемирной поэзии»:
- Росинки с цветов всемирной поэзии: Сборник / Под ред. В. А. Мазуркевича; изд. ж-ла «Стрекоза» (Германа Корнфельда) — СПб.: тип. М-ва путей сообщения [И. Н. Кушнерева], 1897. — [Содержание: 1. Идеи. 2. Настроение и чувства. 3. Природа. 4. Жизнь. 5. Фантазии. 6. Deklamatorium].

По возвращении в Россию, В. Ю. ф. Дрентельн продолжил сотрудничество в периодических изданиях. Опубликовал несколько стихотворений в журналах «Новый век» (1900—1901) и «Разведчик» (1901—1902). Три из них, опубликованные в «Новым веке», по-видимому, был написаны в Чили, или связаны с его эмиграцией. Другие, опубликованные в «Разведчике» («Песня Амуру. Солдатская песня 18 Восточно-Сибирского стрелкового полка»; «На станции „Сунгари II“»; «Китайско-Восточной железной дороге»), связаны с участием в военных кампаниях 1900—1901. Здесь он выступил как военный поэт-песенник, увековечивший память о тех сражениях. Особенностью стихотворений являются примечания самого Дрентельна, в которых раскрываются мотивы, побудившие его к их написанию.
В тот же период произведения Дрентельна опубликованы в 3-томном сборнике «Песни Родины», последнем известном коллективном сборнике, включавшим его стихотворения:
- Песни Родины: Сборник стихотворений. Вып. 3. — Владимир: Изд. М. В. Тихомирова, 1900. (Доступная б-ка).

Наряду с Дрентельном, сборник включал поэзию М. Лермонтова, А. Майкова, Д. Мережковского, С. Надсона, А. Плещеева, Ф. Тютчева, С. Фруга и др., всего 17-ти авторов.
Одним из последних сочинений Дрентельна является, по всей видимости, «Песня на сформирование 4-й Приамурской сотни лейб-гвардии Сводно-казачьего полка», связанная с событиями Русско-японской войны 1904—1905. Подписанная псевдонимом «В. Д.», она была опубликована в ж-ле «Военный сборник» незадолго до смерти Дрентельна. Исследователями русской музыкальной культуры выявлено, что многие его стихотворения и песни переложены на музыку романсов, хоров, лирических и солдатских песен, и в свое время были популярны среди исполнителей. Известны произведения Дрентельна, посвященные музыкальным деятелям, например, стихотворение «Григорию Андреевичу Лишину», и его позднее стихотворение «Верь мне» (16.12.1909), посвященное известной пианистке Вере Уаровне Сипягиной-Лилиенфельд (1861—1935), обладавшей славой всероссийского масштаба.

### Посвящения
«Как все армейские солдаты,
 Он был нерослый, мешковатый,
В мундире грязном, в сапогах
Истоптанных… да, слава Богу,
Его ли мне изображать?
Кому солдатика не знать!»
Среди всех авторов посвящений, адресованных самому В. Ю. ф. Дрентельну, особо выделяется его друг юности — поэт, выдающийся мастер сонета, дипломат граф П. Д. Бутурлин. Дрентельн и Бутурлин познакомились во время учёбы в Киеве. Позднее Бутурлин служил по ведомству Министерства иностранных дел, советником русского посольства в Париже, в то время, когда Дрентельн приехал в Париж и уехал из него в Южную Америку. Исследователями творчества Бутурлина особо выделяется им написанная, на мотивы из жизни военных, оригинальная поэма «Солдатик», «несколько неожиданная не только по названию, но и по стилю, и по содержанию. Эта поэма посвящена В. Ю. фон Дрентельну, другу Бутурлина; ему же посвящается стихотворение „Другу-поэту“ <…> Поэма „Солдатик“, хотя и не разделена на строфы, имеет совершенно определённую структуру <…> это единственная поэма Бутурлина, где поэт не остается наедине, и где впервые вводится образ читателя-собеседника <…> Некоторые строки поэмы звучат просто ошеломляюще — в них невозможно узнать Бутурлина! <…> поэма „Солдатик“ остается единственным исключением во всем его творчестве, единственным отступлением от пути, избранного Бутурлиным»
Cудя по структуре и содержанию поэмы «Солдатик», написанной под влиянием поэтических традиций «Евгения Онегина» А. С. Пушкина, Бутурлин раскрывает, в поэтическом контексте, причины эмиграции В. Ю. ф. Дрентельна, связанные с этим события и переживания друга.

### Семья
- Жена — девица Любовь Андреевна Кушелева (20.02.1858―после 1917), младшая дочь, от второго брака, генерал-лейтенанта Андрея Сергеевича Кушелева (1800―16.11.1861). Брак бездетен и был заключен в дочилийский период жизни В. Ю. фон Дрентельна ― 17 января 1887 года, в С.-Петербурге, в Троицкой церкви лейб-гвардии Измайловского полка; поручителями по молодым стали сослуживцы Дрентельна.[31] Породнившись с семьей Кушелевых до эмиграции, Дрентельн посвятил матери Л. А. Кушелевой стихотворение ― «Л. И. Кушелевой», опубликованное в сборнике стихов 1889. Со смертью В. Ю. ф. Дрентельна, не оставившего потомства, его линия пресеклась. Вдова ― Л. А. ф. Дрентельн, была петроградской домовладелицей и подмосковной помещицей: в 1917 ей принадлежали доходные дома, по ул. 6-я рота Измайловского полка, № 20, и 7-я рота Измайловского полка, № 19, близ Тарасовского переулка (управляющий домами ― Павел Степанович Ведерников)[32]; в Орешковской волости Рузского уезда Московской губернии ей принадлежало имение «Дрентельн», куда она перебралась не позднее осени 1917 года[33]. Родственники Л. А. фон Дрентельн, судьба которой после событий октября 1917 года остается не известной, эмигрировали и в 1920-х перебрались в Чили. Сумев доказать родство с Л. А. ф. Дрентельн, они стали владельцами дома в Сантьяго, некогда принадлежавшего её мужу. Потомки Любовь Андреевны достигли значительных служебных и творческих успехов в Чили и в других странах.
- Мать — Мария Владимировна фон Дрентельн, урождённая княжна Друцкая-Соколинская (30.03.1834―?), старшая дочь отставного штабс-капитана, князя Владимира Никитича Друцкого-Соколинского (1804, или 1806—1875), помещика Смоленской губернии, предводителя дворянства Дорогобужского уезда с 1854 по 1858 год, директора Дорогобужского уездного отделения Тюремного комитета.
- Сестра — Ольга Юльевна фон Дрентельн (3.08.1856―?). Судьба не известна.
- Сестра — Наталия Юльевна фон Дрентельн (6.09.1860―?). Судьба не известна.
- Брат — Александр Юльевич фон Дрентельн (23.09.1869 — 17.05.1911, С.-Петербург), полковник лейб-гвардии Измайловского полка и кавалер, начальник полковой хозяйственной части. Участник Русско-японской войны 1904—1905 гг. Был женат дважды. С 24.04.1894 — на девице Елене Эдуардовне Лерхе (во втором браке — Клембовская), дочери заведующего статистической частью и совещательного члена Технического комитета Главного интендантского управления, действительного статского советника (30.08.1889) Эдуарда Фёдоровича Лерхе (28.09.1831―12.03.1895); от первого брака сын — Александр Александрович фон Дрентельн (4.04.1898―?), и, по-видимому, дочь — Наталья Александровна фон Дрентельн, в замужестве Менде, воспитанница Петроградского Елизаветинского института, в 1940-х жила и работала секретарем газетных редакций в Китае (Шанхае). Вторым браком, с 14.10.1909 — на девице княжне Ольге Яковлевне Шаховской (23.01.1879 — после 1922, в эмиграции), фрейлине Высочайшего двора, дочери князя Якова Ивановича Шаховского (1.06.1846-23.09.1899), контр-адмирала Свиты Е. И. В. и командира Гвардейского экипажа. От второго брака дочь — Ольга Александровна фон Дрентельн (22.09.1910―?).
- Брат — Константин Юльевич фон Дрентельн (30.07.1871―15.12.1906, Пятигорск), капитан Кавказской резервной артиллерийской бригады (ВП от 20.11.1905; ст. с 4.08.1904). С 1897 был женат на девице Вере Аркадьевне Лысенко (7.02.1876―?), дочери полковника Отдельного корпуса жандармов, начальника Рижско-Динабургского отделения С.-Петербургско-Варшавского жандармского полицейского управления железных дорог Аркадия Яковлевича Лысенко (1833—1897). Брак бездетен. Послереволюционная судьба В. А. фон Дрентельн не известна.